# بدر شاکر السیاب
بدر شاکر السیاب (به انگلیسی: Badr Shakir al Sayyab) (زادهٔ ۲۴ دسامبر ۱۹۲۶، بصره - مرگ ۱۹۶۴ (میلادی)، کویت) شاعر مشهور عراقی و از پیشاهنگان شعر نو عرب است.
بدر شاکر السیاب در روز ۲۴ دسامبر ۱۹۲۶ در روستای جیکور در جنوب شرقی بصره در عراق چشم به دنیا گشود. او در بغداد به تحصیل پرداخت و دارای گرایش‌های مارکسیستی بود. معمولاً وی را همردیف با نازک الملائکه و عبدالوهاب البیاتی از بنیانگذاران شعر نو و آزاد عربی می‌دانند. بدر شاکر السیاب نسبت به دو همتای دیگر خود، در شکستن قواعد سنتی شعر عربی پیشگام‌تر بود و در این زمینه با جسارت بیشتری عمل می‌کرد. اگر چه وی در سن ۳۸ سالگی و در جوانی درگذشت، اما در عمر کوتاه خود، تحول بسیاری را در ساختار و زبان شعر معاصر عرب ایجاد نمود.

## زندگی
سياب در اوايل سال ۱۹۲۶ در روستای جيکور در نزديکی شهر بصره در جنوب عراق تولد يافت. در شش سالگی مادرش را از دست داد، و داغ دوری از آغوش مادر تا دم مرگ زندگی و شعر او را دنبال کرد. عشق به دهکده زادگاهش مضمونی است که در بسياری از شعرهای او بازتاب يافته است.
سياب در نوجوانی برای تحصيل به بغداد رفت و در دانشکده تربيت معلم در رشته زبان انگليسی درس خواند. در اين زمان شعرسرايی در قالبهای سنتی را شروع کرده بود. از سال ۱۹۴۷ اولين شعرهای آزادش را منتشر کرد. تسلط بر زبان انگليسی دروازه شعر جهانی را به روی او باز کرد. اشعاری از لويی آراگون، ناظم حکمت، فدريکو گارسيا لورکا و پابلو نرودا را به عربی ترجمه کرد و از تی اس اليوت، اديت سيتول و ازرا پاند تأثير گرفت.
سياب در جوانی به تأثير از مبارزات سياسی جامعه، که جانمايه آن اعتراض به دستگاه استبداد و استعمار بود، مانند بيشتر روشنفکران و هنرمندان همروزگارش به انديشه های چپ گرايش يافت و از سوی حکومت تحت پيگرد قرار گرفت. چند بار به زندان افتاد و سرانجام در سال ۱۹۵۲ در زمان نخست وزيری دکتر محمد مصدق به ايران گريخت و پس از يک اقامت هفتاد روزه در ايران، به کويت و سپس لبنان رفت.
سياب پس از انقلاب ۱۴ ژوئيه ۱۹۵۸ که فصل تازه ای در تاريخ عراق گشود، به ميهن خود برگشت و در متن مبارزات مردم قرار گرفت که نيروهای چپگرا نيروی اصلی آن به شمار می رفتند.
او در سال ۱۹۶۰ مهمترين شعر خود "سرود باران" را انتشار داد که معروف ترين شعر اوست و امروزه يکی از بهترين نمونه های شعر معاصر عرب به شمار می رود.
درباره اين شعر مقالات و تفسيرهای فراوان نوشته شده است. بيشتر منتقدان جانمايه اين شعر را "رستاخيز" دانسته اند، با تمام ابعاد و معانی حقيقی و مجازی آن. عشق به سرزمين مادری و مردم زحمتکش و ستمديده آن، که به خاطر جهل و استبداد از ثروت ها و مواهب بيکران ميهن خود جز زجر و محنت سهمی ندارند، از درونمايه های هميشگی شعر سياب است.
سياب، هنرمندی حساس و سخت ناشکيبا بود. او که از آشوب های سياسی دوران تازه بس ناخشنود، و از نقش نا روشن و غيرفعال نيروهای سياسی چپ در مقابله با بيگانگان، به شدت دلسرد شده بود، به هواداری از نيروهای ناسيوناليست افراطی پرداخت.
سياب از جوانی به بيماری استخوانی درمان ناپذيری گرفتار بود. در سال های پيش از مرگ (که به سال ۱۹۶۴ در کويت روی داد) ديگر به کلی فلج شده بود. گفته می شود که تنهايی و بيماری برای نخستين بار به شعر او بارقه ای از تأمل درونی و جذبه روحانی بخشيده است. امروزه شاعران نوگرای عرب مانند محمود درويش و آدونيس، آثار بدر شاکر السياب را والاترين دستاورد شعر معاصر عرب می دانند.

## آثار
- Wilting Flowers (أزهار ذابلة، ۱۹۴۷)
- Hurricanes (أعاصیر، ۱۹۴۸)
- Flowers and myths (أزهار وأساطیر)
- Dawn of peace (فجر السلام، ۱۹۵۱)
- The Grave Digger (Long Poem) (حفار القبور، ۱۹۵۲)
- The Blind Prostitute (المومس العمیاء، ۱۹۵۴)
- Weapons and Children (الأسلحة والأطفال، ۱۹۵۵)
- Rain song (انشودة المطر، ۱۹۶۰)
- Drowning Temple (۱۹۶۲، المعبد الغریق)
- Alaguenan? Home (۱۹۶۳)
- (۱۹۶۴، شناشیل ابنة الجلبی)